# غرقابی (مدیریت ساحلی)
غرقابی (به انگلیسی: Submersion)، بخشی از چرخه‌ای پایدار در فرسایش ساحلی است که در آن رسوب ساحلی از بخش قابل دیدن یک ساحل به منطقه غوطه‌ور نزدیک ساحل حرکت می‌کنند و سپس به بخش قابل دیدن اولیه ساحل بازمی‌گردد. بخشی که چرخه پایدار رفتار رسوب بازیابی می‌شود، برافزایش نام دارد.